# Филипински замбар
Филипински замбар (Rusa marianna) е вид бозайник от семейство Еленови (Cervidae). Видът е световно застрашен, със статут Уязвим.

## Разпространение и местообитание
Разпространен е във Филипините.